# Kiyoshi Miki
Pour les articles homonymes, voir Miki.
Compléments
Influencé par l'école de Kyoto.
Kiyoshi Miki (三木 清, Miki Kiyoshi),  né le 5 janvier 1897 à Tatsuno au Japon et mort en prison à l'âge de 48 ans le 26 septembre 1945, est un philosophe japonais.

## Biographie
Natif de Tatsuno dans la préfecture de Hyōgo, Miki étudie la philosophie auprès de Kitarō Nishida et Hajime Tanabe à l'université impériale de Kyoto. Il se rend plus tard en Allemagne pour étudier les œuvres de Martin Heidegger, Blaise Pascal, Søren Kierkegaard et Friedrich Nietzsche. À son retour au Japon, son franc-parler et son mode de vie marginal, en plus d'une relation controversée avec une femme plus âgée, lui valent d'être refusé à un poste académique à Kyoto. D'autres problèmes surviennent lorsqu'il prête de l'argent à un ami qui l'utilise, à l'insu de Miki, pour cotiser au parti communiste japonais. Miki devient alors un complice involontaire (les mouvances d'extrême-gauche sont alors réprimées et les dons illégaux). Il est brièvement emprisonné, perdant ainsi ses chances de retrouver un statut académique convenable. Tout en gardant le contact avec son mentor, Nishida, et d'autres membres de l'école de Kyoto, il travaille hors du milieu universitaire et réalise des écrits populaires visant un large public.
Miki pense que la philosophie doit être pragmatique et utilisée pour régler des problèmes sociaux et politiques concrets. Il est engagé par le journal Yomiuri Shinbun pour écrire des articles et des commentaires sur l'actualité. Sa ferme conviction que la philosophie doit conduire la politique encourage son activisme et lorsqu'on lui offre la possibilité en 1937 de prendre la tête de la section culturelle de la Shōwa Kenkyūkai (« Association de recherche Shōwa »), un groupe visant à bâtir les bases intellectuelles du Shintaisei (« Mouvement du nouvel ordre ») du premier ministre Fumimaro Konoe, il accepte sans hésiter. Tandis qu'il formule le concept de la sphère de coprospérité de la grande Asie orientale, il est furieux d'apprendre que l'armée impériale japonaise l'emploie pour justifier son expansion agressive en Chine et en Asie du Sud-Est. À la suite de la chute de la Shōwa Kenkyūkai, et à une époque de militarisation de la société et d'intensification de la guerre à l'étranger, Miki devient dépressif et isolé. Il est emprisonné après avoir aidé un ami à fuir les autorités. Il meurt en prison le 26 septembre 1945, terrassé par les mauvaises conditions de détention. Sa mort, à un moment où l'occupation américaine a déjà commencé, bouleverse les intellectuels japonais. Les Américains mettront ainsi un point d'honneur à la libération des prisonniers politiques. Les œuvres complètes de Miki ont été publiées par la maison d'édition Iwanami Shoten.
Dans l'article « Réflexions historiques du développement international de la psychologie humaniste japonaise » de Shoji Muramoto, Kiyoshi est considéré comme une « figure centrale du mouvement humaniste japonais » pour être l'auteur du « premier livre explicitement lié à la tradition existentialiste écrite par les penseurs japonais » : Études de l'être humain chez Pascal (1926).

## Pensées
Miki considère la philosophie de Heidegger comme étant dans la tradition de l'individualisme chrétien,  qui remonterait à Saint-Augustin et serait fondamentalement anti-grecque. Ainsi, sa lecture de Heidegger se heurtait à celle de Jean-Paul Sartre qui ne prenait pas en compte la priorité de Heidegger pour la question ontologique de l'être, en faveur d'une vision de la philosophie de Heidegger comme analyse de l'existence humaine.
Miki devient marxiste en 1925 et précède Sartre dans la suggestion d'une synthèse entre le marxisme et l'existentialisme.

## Liens et Ressources
- Le Groupe d’étude de philosophie japonaise (INALCO, Paris) : MIKI Kiyoshi (1897-1945)